# Ganzen

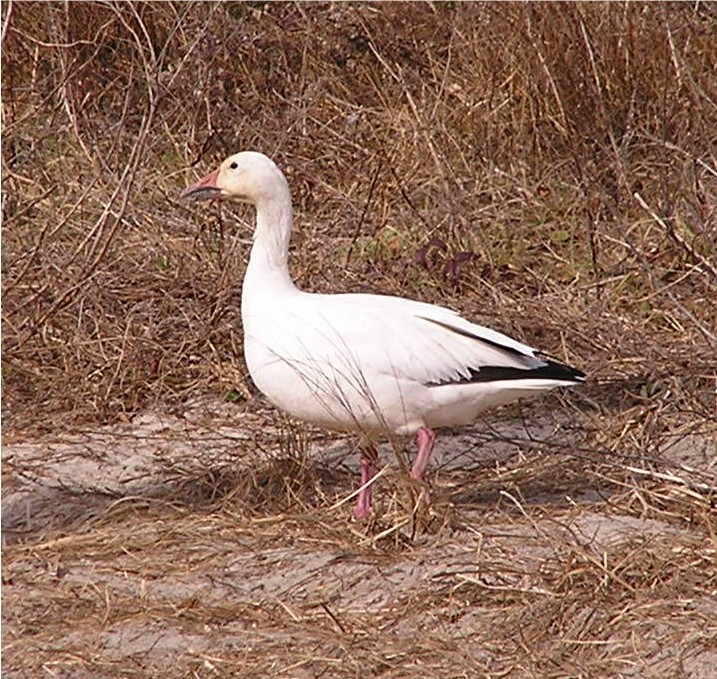
Sneeuwgans

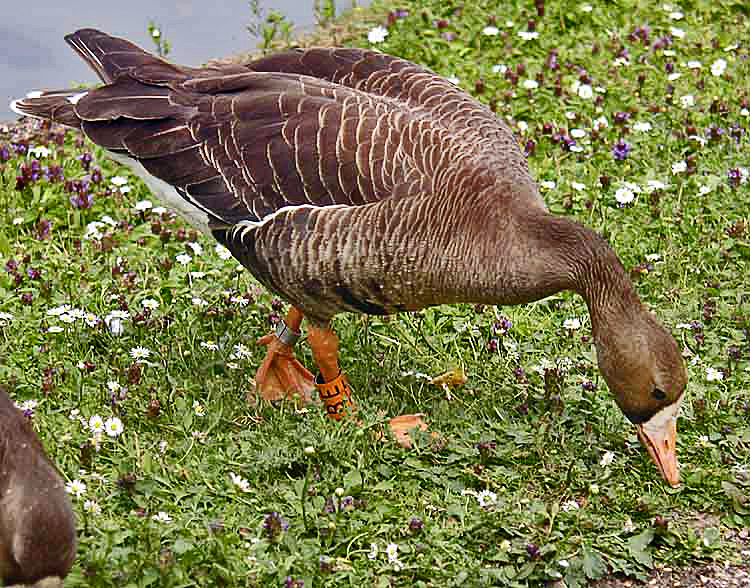
Kolgans

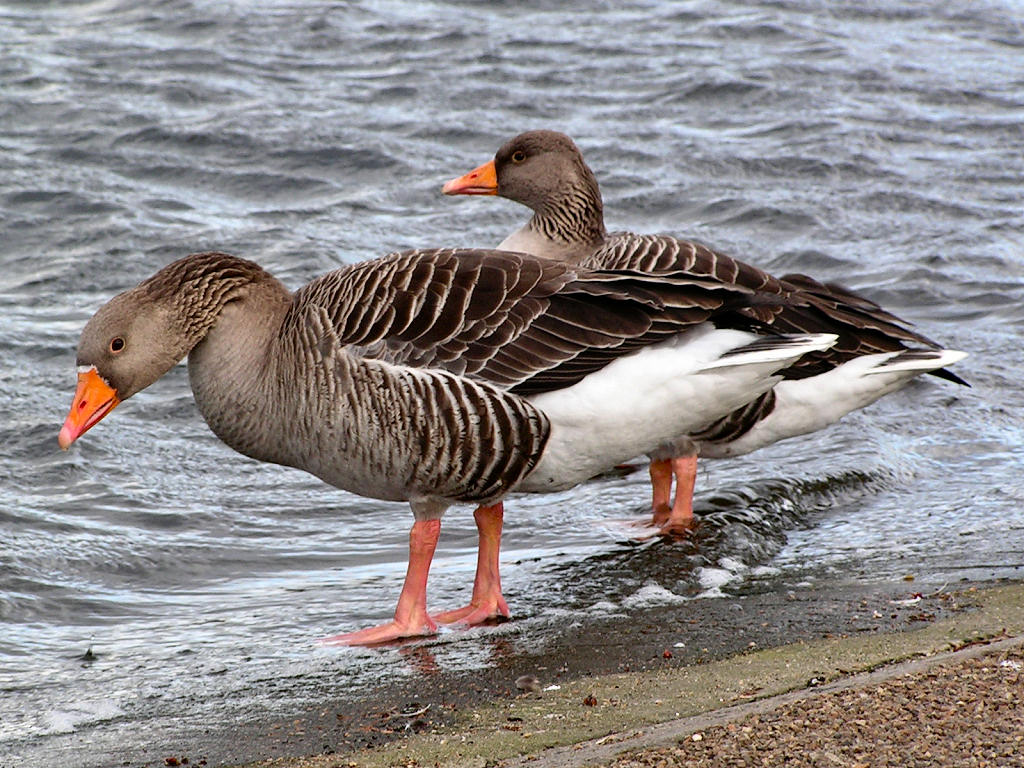
Grauwe gans

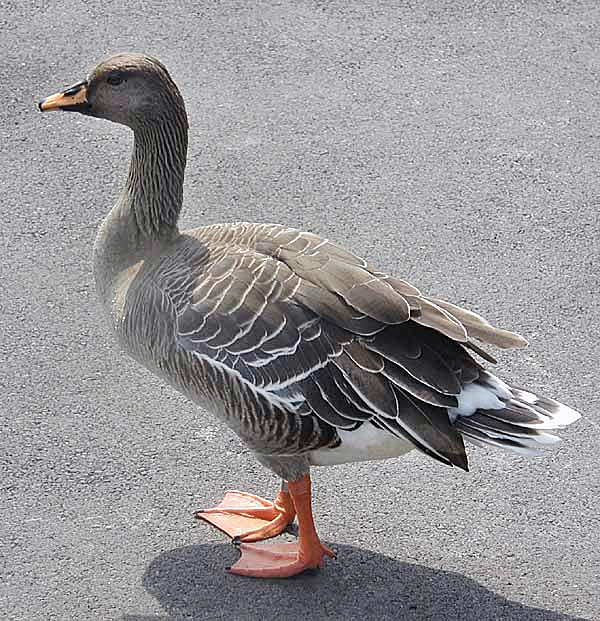
Toendrarietgans

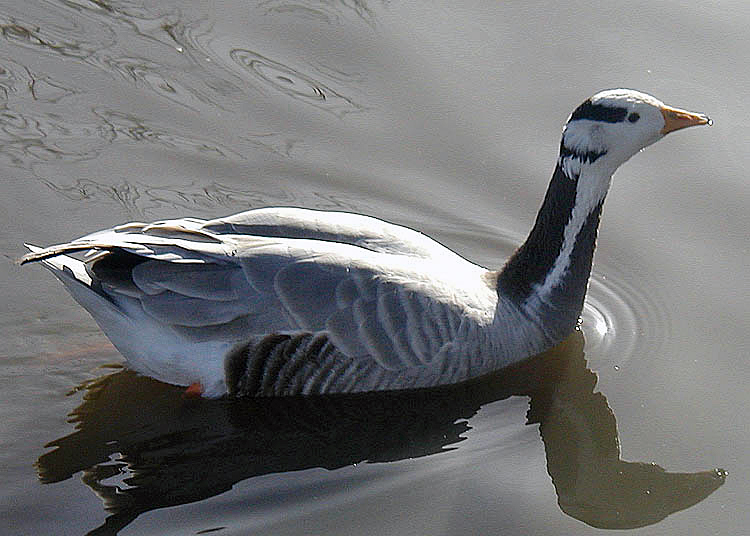
Indische gans

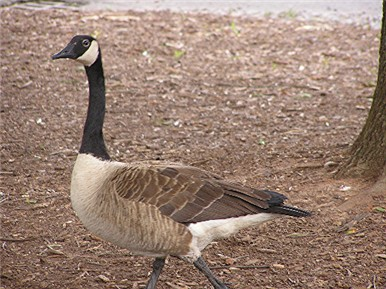
Grote Canadese gans

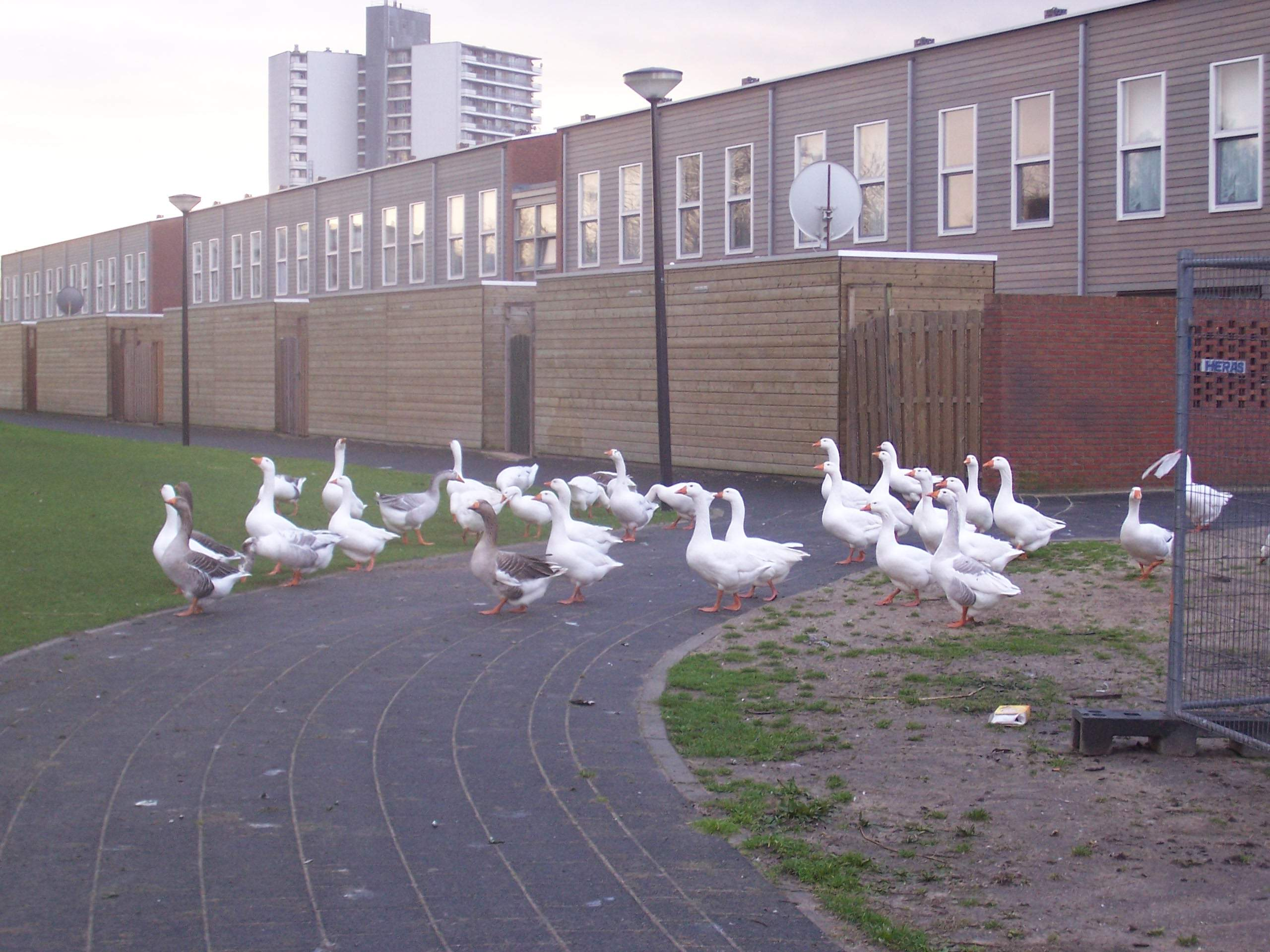
Troep huisganzen in Amsterdam-Zuidoost

Ganzen zijn grote, zwaargebouwde watervogels uit de familie Anatidae (zwanen, ganzen en eenden). Hierbinnen behoren ze tot de onderfamilie Anserinae (zwanen en ganzen). Ganzen zijn gespecialiseerd in het grazen en leven meer op het land dan andere Anatidae. Daarvoor hebben ze sterke, vrij lange poten, die midden onder het lichaam geplaatst zijn. Hierdoor kunnen ze goed lopen. In Europa leven twee geslachten: Anser (Grijze ganzen) en Branta (Zwart-witte ganzen).
Het woord gans wordt ook gebruikt voor een vrouwelijke gans. Het mannetje noemt men ganzerik, gent of gander.

## Anatomie
Ganzen hebben een middellange hals en een krachtige kegelvormige snavel. Aan de bovensnavel zit een zaagrand.
In vergelijking met de zwanen zijn ganzen kleiner en compacter. Ten opzichte van de halfganzen en de eenden zijn ze echter groter.
Volwassen vogels ruien alle slagpennen tegelijkertijd en kunnen daardoor ongeveer 1 maand niet vliegen. De rui valt meestal samen met de periode waarin de jongen zich in het nest bevinden. Anders dan bij eenden hebben bij ganzen de mannetjes en vrouwtjes eenzelfde verenkleed.
Ganzen kunnen tot 30 jaar oud worden, maar ze zijn pas vruchtbaar vanaf hun 3e levensjaar. Het verschil tussen een mannetje en een vrouwtje is merkbaar doordat het vrouwtje een grotere
hangbuik (onderaan de gans) heeft dan een mannetje. In de broedtijd is dit zeer duidelijk.

## Gedrag
Het voedsel bestaat uit plantaardig materiaal. Ganzen trekken in familieverband of grote troepen. Ze vliegen in V-vormige formaties of golvende linies. Ook in het overwinteringsgebied leven ze in groepen, ook wel toom genoemd.
Door in V-formatie te vliegen hebben de vogels een grotere vliegcapaciteit. De ganzen die volgen maken gebruik van de lift die volgt uit de vleugelslag van de voorganger. Tijdens het vliegen praten de ganzen met elkaar. De achterste ganzen moedigen de voorste aan om op snelheid te blijven. Een gans kan snelheden tot maximaal 46 kilometer per uur halen.
Ganzen zijn monogaam: paren blijven hun hele leven bij elkaar. Het nest bevindt zich op de grond. De vrouwtjes bekleden het met dons, dat ze uit hun eigen borst plukken. De jongen zijn nestvlieders en verlaten het nest dus al spoedig na het uitkomen. De ouders houden ze nog wel warm en bewaken ze. Voedsel zoeken doen ze echter zelf.
Ganzen zijn zeer waaks en kunnen lelijk met hun vleugels slaan. Bij naderend gevaar zullen ganzen luid gakken. Om deze reden werden ganzen vroeger als waakvogels gehouden.

## Gedomesticeerde rassen
Vanuit de Grauwe gans en de Zwaangans zijn meerdere gedomesticeerde rassen ontstaan. Het gaat om vaak oude ontwikkelde varianten die gefokt werden en worden om vlees, ganzenlever, eieren of veren en soms ook voor ganzengevechten. Enkele bekende rassen zijn de boerengans, de toulousegans en de Twentse landgans. Tamme ganzen leggen 40 tot 60 eieren per jaar. Deze zijn geschikt voor consumptie. In verband met salmonella moet een ganzenei ten minste 15 minuten worden gekookt. De slagpennen van de gans werden al in de oudheid gebruikt om mee te schrijven (zie ganzenveer). Tevens waren de slagpennen geliefd door boogschutters, daar zij zeer geschikt zijn om pijlen mee te bevederen.

## Symboliek
In de christelijke iconografie is een gans het attribuut van Martinus van Tours en de heilige Pharaïldis van Gent.
Bij de Romeinen was de gans heilig. Volgens een mythe was er een aanval van de Galliërs op Rome. Alle Romeinen waren gevlucht naar het Capitool. In de avond beklommen de Galliërs het Capitool stilletjes terwijl iedereen sliep, zelfs de bewakers en honden. Niemand merkte dat de Galliërs kwamen, behalve de ganzen, die met hun scherpe zintuigen de Galliërs hoorden. Ze wekten iedereen en de Galliërs werden teruggedrongen naar de bergen.
De gans komt ook voor op schilderijen met als onderwerp Philemon en Baucis en de Ganzen van broeder Filippo.

## Ganzensoorten
- Geslacht Anser (Grijze ganzen)
  - Sneeuwgans (A. caerulescens)
  - Kolgans (A. albifrons)
  - Dwerggans (A. erythropus)
  - Taigarietgans (A. fabilis)
  - Toendrarietgans (A. serrirostris)
  - Kleine rietgans (A. brachyrhynchus)
  - Grauwe gans (A. anser)
  - Indische gans (A. indicus)
  - Keizergans (A. canagicus)
  - Zwaangans (A. cygnoides)
  - Ross' gans (A. rossii)

- Geslacht Branta (Zwart-witte ganzen)
  - Grote Canadese gans (B. canadensis)
  - Kleine Canadese gans (B. hutchinsii)
  - Brandgans (B. leucopsis)
  - Rotgans (B. bernicla)
  - Witbuikrotgans (B. hrota)
  - Zwarte rotgans (B. nigricans)
  - Roodhalsgans (B. ruficollis)
  - Hawaiigans of Nene (B. sandvicensis)

De Nijlgans lijkt op een gans maar behoort tot een andere familie: Tadorninae (halfganzen).

## Afbeeldingen

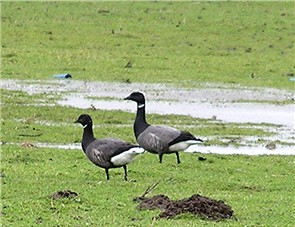
Rotgans
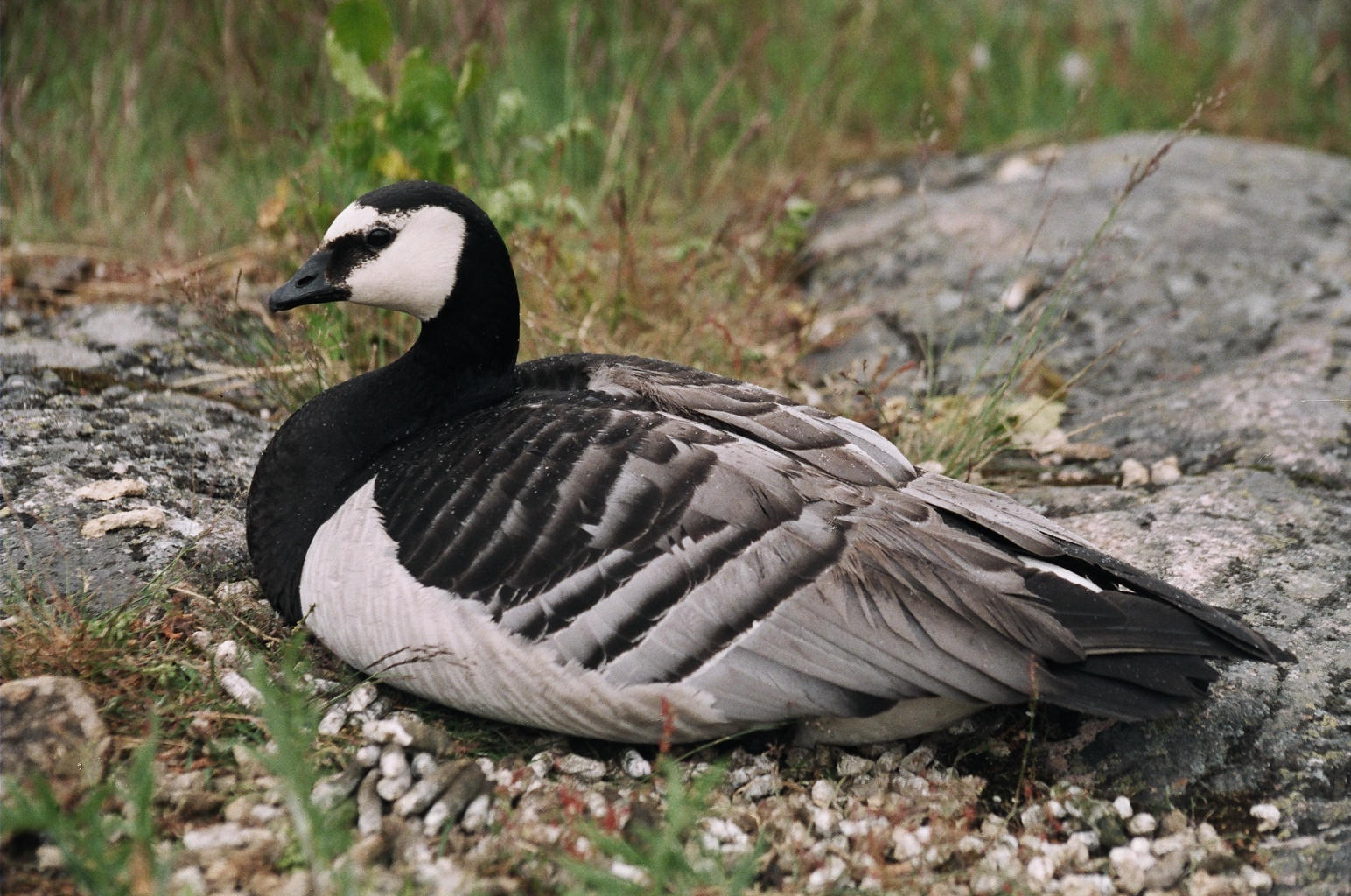
Brandgans
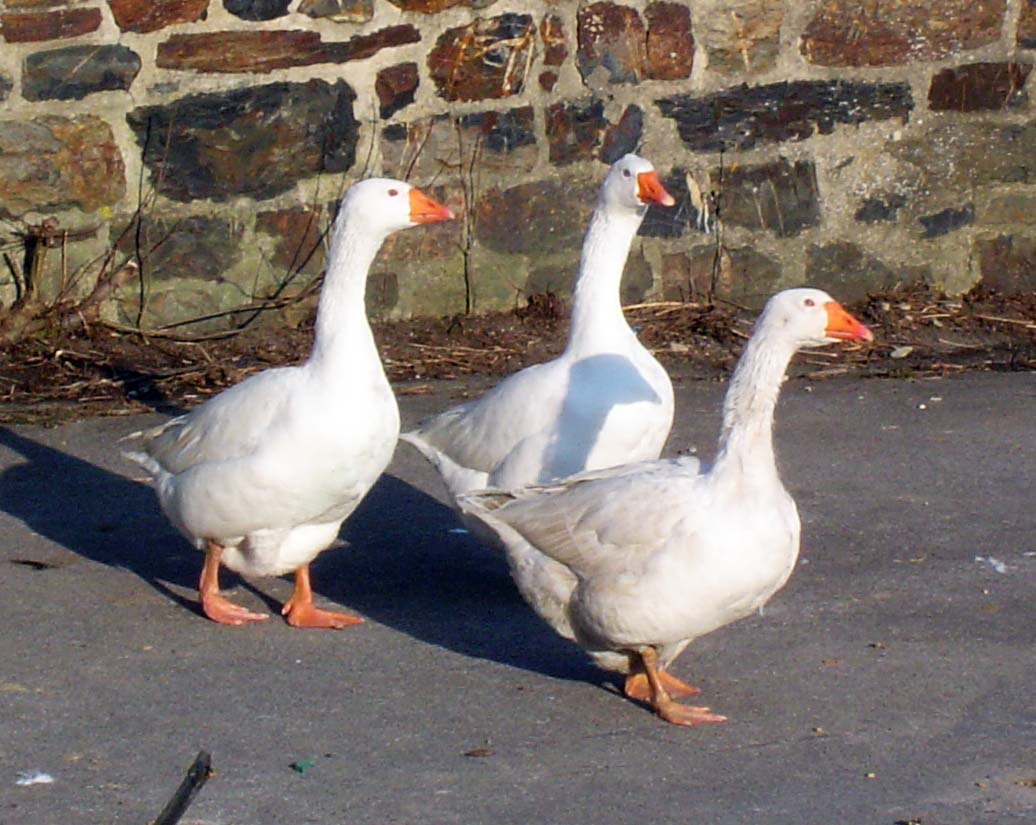
Huisgans (Anser anser domesticus)

## Voetnoten
1. ↑  (en) Ed Yong, Birds That Fly in a V Formation Use An Amazing Trick (15 januari 2014). Gearchiveerd op 11 februari 2023. Geraadpleegd op 11 februari 2023.
2. ↑  Lijst van Ganzenrassen op Pluimvee-encyclopedie. Gearchiveerd op 12 juli 2023.
3. ↑  Nijkamp J., Rook R., Slijper H. en Zweers K. (1976). De 12 maanden van het jaar. Utrecht/Antwerpen: Het Spectrum.
4. ↑  Hall, J. (2000). Hall's Iconografisch Handboek. Leiden: Primavera Pers.